# Cliff Williams
Cliff Williams (ur. 14 grudnia 1949 w Romford koło Londynu) – muzyk brytyjski, basista zespołu rockowego AC/DC.
W wieku dziewięciu lat wraz z rodziną przeniósł się do Liverpoolu, gdzie dorastał. Pod koniec lat sześćdziesiątych postanowił spróbować sił jako profesjonalny muzyk; został basistą grupy Home. W 1971 grupa ta towarzyszyła Led Zeppelin w czasie trasy koncertowej. W 1972 Home wydali swoją drugą płytę, która dotarła do 41. miejsca brytyjskich notowań, a utwór Dreamer stał się jedynym przebojem grupy. The Alchemist - trzecia płyta Home zwiastowała koniec zespołu. Williams wrócił do Wielkiej Brytanii, gdzie założył zespół Bandit. Zespół podpisał kontrakt z wytwórnią Arista i w 1977 wydał debiutancki album Bandit, grając ostrego rocka tkwiącego w korzeniach bluesowych. W tym samym roku Cliff nagrał płytę z Alexi Korner.
Latem 1977 roku Williams został zaproszony na przesłuchanie przez zespół AC/DC i po pokonaniu ponad 50 innych basistów został członkiem tej grupy. Jego pierwsza trasa z AC/DC była europejska odnogą trasy Let There Be Rock. We wrześniu 2016 roku opuścił zespół. 30 września 2020 zespół za pośrednictwem Twittera poinformował o powrocie Williamsa do składu.
Cliff Williams jest ojcem modelki i aktorki, Erin Lucas.

## Styl
Rolą Williamsa w AC/DC było zapewnienie stałych i podstawowych linii basowych, które szły razem z gitarą rytmiczną Malcolma Younga - składały one się głównie z ósemek. Williams nie miał trudności z utrzymaniem swojego niskiego profilu w  stosunku do reszty zespołu, oświadczając, że "Nie mam z tym żadnego problemu, bo lubię grać prosto. Nigdy nie jestem zły, ani nie czuję się więźniem."